# Star 1166/1366
Le Star 1366 est un prototype de camion tout-terrain polonais fabriqué dans les années 1990 par Fabryka Samochodów Ciężarowych „Star”. 

## Historique
Le Star 1166/1366 a été conçu dans les années 1990 afin de remplacer le Star 266. Seule l'armée hongroise a exprimé son intérêt pour ce modèle et pourtant il n'a jamais été fabriqué en série. Les différences principales avec son prédécesseur sont : poids total plus important, moteur plus puissant. La cabine devient basculante, elle garde la même apparence avec celle du Star 266, d'où possibilité de la fabriquer sur la même ligne de montage.